# Малініна Парасковія Андріївна
Парасковія Андріївна Малініна, до шлюбу Гавричева (10 листопада 1904 — 7 квітня 1983) — російська передовиця і організаторка сільського господарства в СРСР, двічі Герой Соціалістичної Праці (1948, 1974).
Обиралась депутаткою Верховної Ради РРФСР 2—7-го скликань, делегаткою XIX, XX, XXII, XXIII з'їздів КПРС.
Рідна сестра Героя Соціалістичної Праці Євдокії Курдюкової.

## Життєпис
Народилася у селі Саметь, нині Костромського району Костромської області Росії, в бідній селянській родині. Росіянка. З п'ятирічного віку перебувала в няньках у місцевих багатіїв. Закінчила 3 класи церковно-парафіяльної школи. З 9 років почала займатись плетінням кошиків, з 10 років — наймитувала.
У 1929 році вступила до новоствореного місцевого колгоспу «12-й Жовтень». Того ж року розлучилась з чоловіком. Працювала комірницею, у рільничій бригаді, з 1935 року — бригадиркою, а з 1937 року — завідувачкою молочно-товарною фермою колгоспу.
У 1951 році обрана головою колгоспу «12-й Жовтень», беззмінно керувала господарством протягом майже 30 років.
У 1974 році обиралась членом робочого журі в конкурсі «Пісня-74».
Мешкала в рідному селі, де й похована.

## Нагороди
Указом Президії Верховної Ради СРСР від 23 липня 1948 року «за отримання високої продуктивності тваринництва у 1947 році» Парасковії Андріївні Малініній присвоєне звання Героя Соціалістичної Праці з врученням ордена Леніна і золотої медалі «Серп і Молот» (№ 2720).
Указом Президії Верховної Ради СРСР від 6 листопада 1974 року «за видатні заслуги в розвитку колгоспного виробництва, активну громадську діяльність та у зв'язку із 70-річчям з дня народження» Парасковія Андріївна Малініна нагороджена орденом Леніна та другою золотою медаллю «Серп і Молот» (№ 110).
Всього нагороджена шістьма орденами Леніна (01.06.1945, 23.07.1948, 04.07.1949, 13.12.1950, 26.08.1953, 06.11.1974), двома орденами Трудового Червоного Прапора (23.06.1947, 17.09.1951) і медалями.
Лауреат Сталінської премії (1951).

## Вшанування пам'яті
У селі Саметь встановлено погруддя П. А. Малініної, відкрито музей, на будинку, в якому вона мешкала, встановлено меморіальну дошку.
У селищі Волзький міста Кострома її ім'ям названо одну з вулиць.
З 2004 року в Костромській області затверджено іменні стипендії імені П. А. Малініної: три — для студентів Костромської державної сільськогосподарської академії та дві — для учнів середніх спеціальних навчальних закладів.